# Britische Unterhauswahl 1924
| Regierung (412): Conservative 412 |  | Opposition (202): Labour 151 Liberal 39 Constitution 7 Unabh. 2 IRep 1 Prohibition 1 Communist 1 |
| Speaker 1                         |  |                                                                                                  |

Zusammensetzung:

Die britische Unterhauswahl 1924 wurde am Mittwoch, dem 29. Oktober 1924 abgehalten. Die Konservativen unter Führung von Stanley Baldwin erreichten enorme Zugewinne im Vergleich zu den Wahlen von 1923 und wurden mit Abstand zur stärksten Kraft. Labour, erneut angetreten unter der Führung von Ramsay MacDonald, verlor 40 Sitze. Die Liberalen, geführt von Herbert Henry Asquith, verloren 118 ihrer 158 Sitze.

## Vorgeschichte
Bei der Wahl 1923 ergab sich ein Hung parliament: keine Partei hatte eine absolute Mehrheit. Nach dem Baldwin und seine Konservativen eine Vertrauensabstimmung verloren, wurde eine Minderheitsregierung der Labour Party unter Führung von Ramsay MacDonald gebildet (Kabinett MacDonald I). 
Diese verlor am 8. Oktober 1924 eine Vertrauensabstimmung, was zur Auflösung des Unterhauses und zur dritten Unterhauswahl innerhalb von zwei Jahren führte.

## Wahlsystem und Parteien
Gewählt wurde nach dem Mehrheitswahl-System, eine Sperrklausel gab es nicht.

## Wichtige Parteiführer

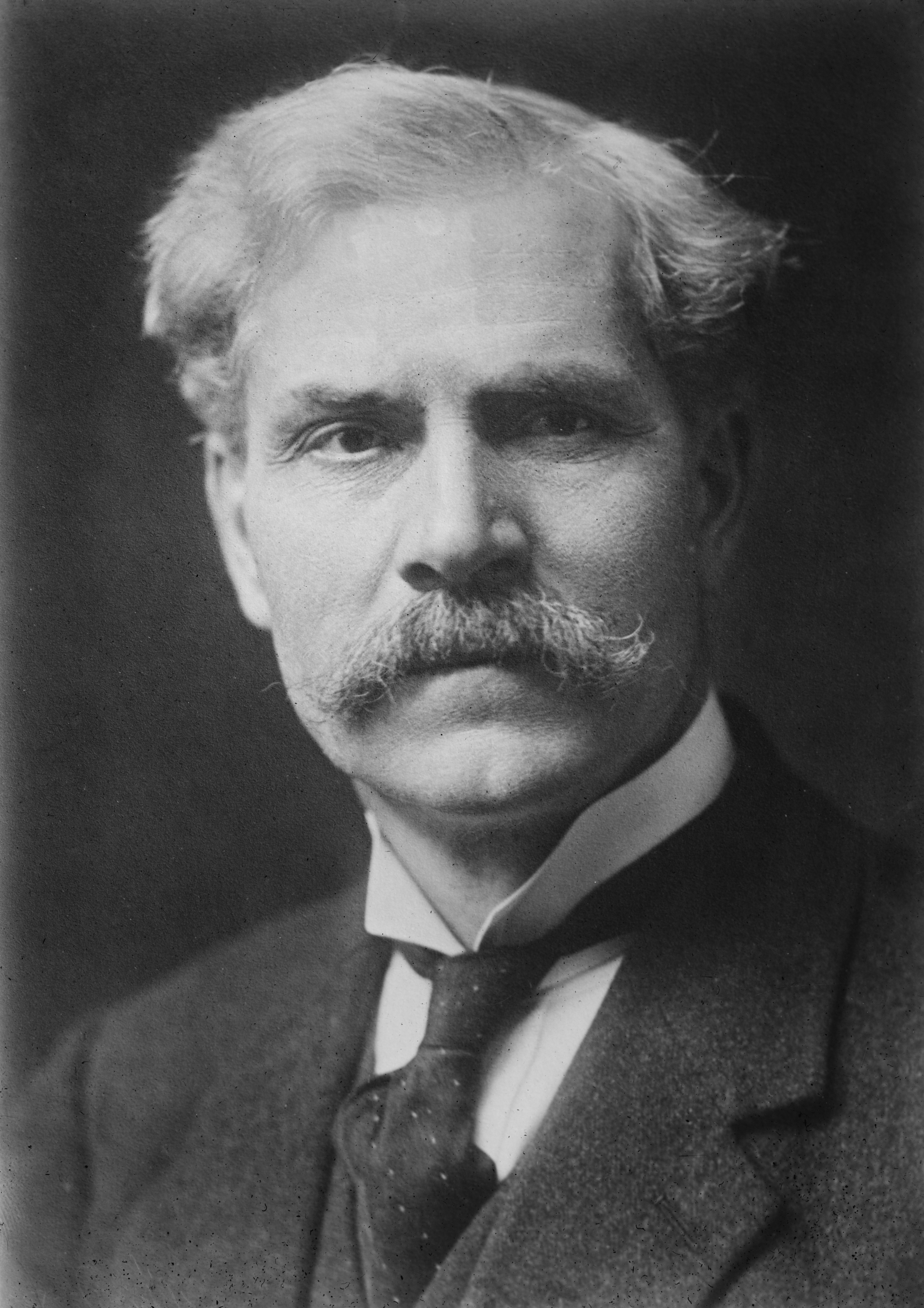
Premierminister Ramsay MacDonald (Labour)
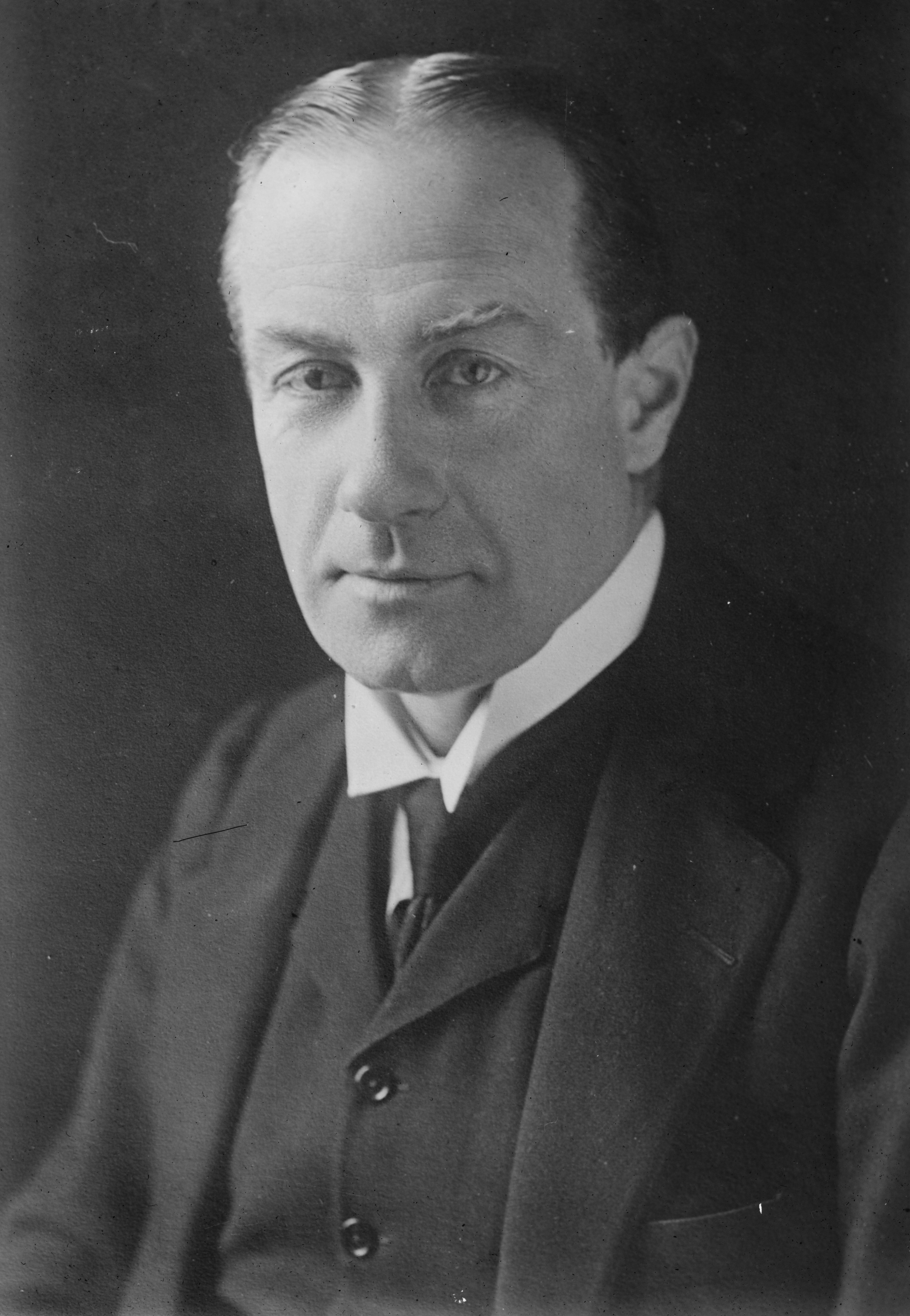
Oppositionsführer Stanley Baldwin (Conservatives)
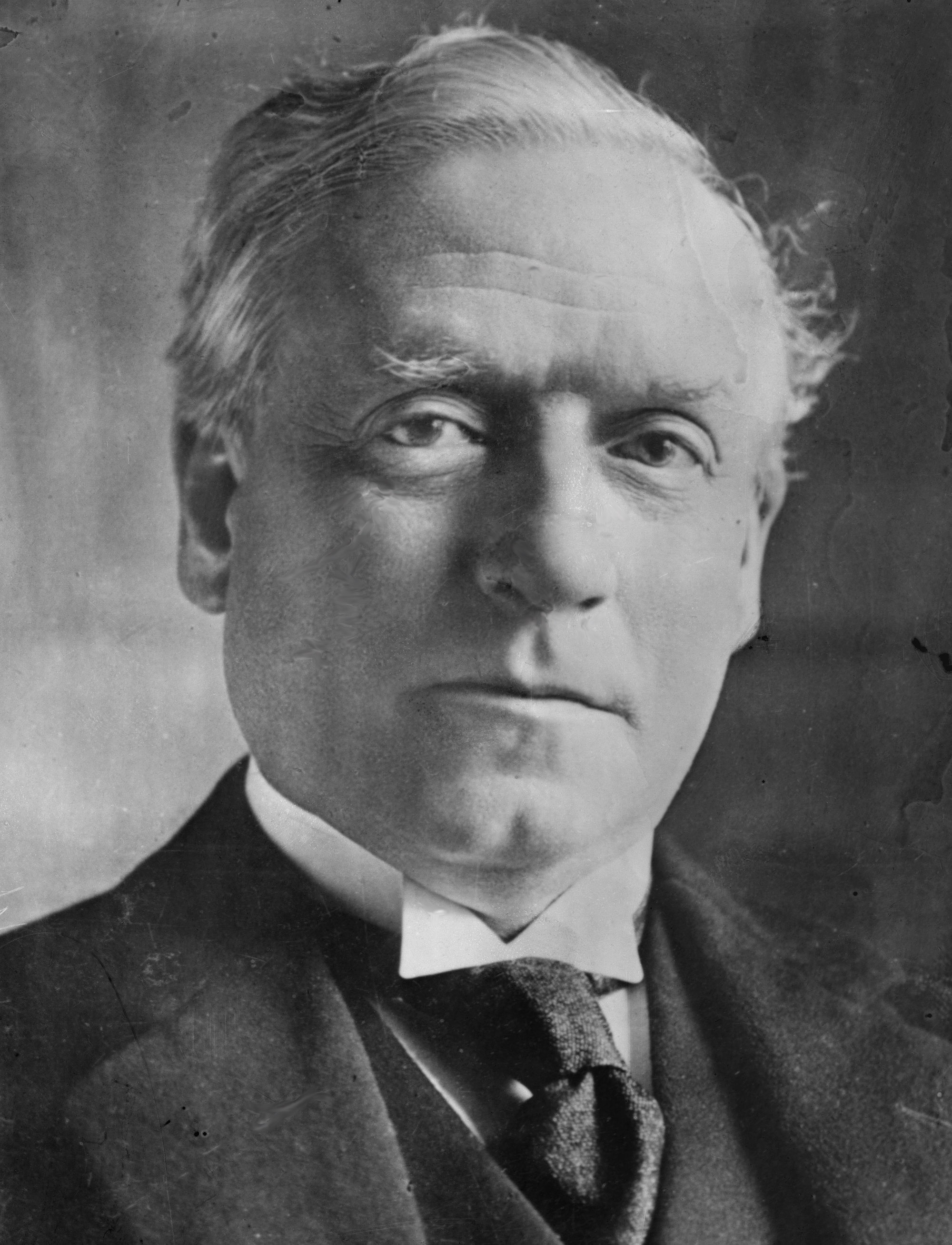
Früherer Premierminister Herbert Asquith (Liberal)

## Wahlergebnis

Ergebnisse nach Wahlkreisen. Die Farben entsprechen der nebenstehenden Tabelle.

| Partei  | Partei                           | Stimmen    | Stimmen | Stimmen | Sitze  | Sitze |
| Partei  | Partei                           | Anzahl     | %       | +/−     | Anzahl | +/−   |
| ------- | -------------------------------- | ---------- | ------- | ------- | ------ | ----- |
|         | Conservative Party               | 7.418.983  | 46,8    | +8,8    | 412    | +154  |
|         | Labour Party                     | 5.281.626  | 33,3    | +2,6    | 151    | −40   |
|         | Liberal Party                    | 2.818.717  | 17,8    | −11,9   | 40     | −118  |
|         | Constitutionalists               | 185.075    | 1,2     | +1,1    | 7      | +7    |
|         | Communist Party of Great Britain | 51.176     | 0,2     | +0,1    | 1      | +1    |
|         | Sinn Féin                        | 34.181     | 0,2     | ±0,0    | 0      | ±0    |
|         | Unabhängige                      | 25.206     | 0,2     | −0,1    | 2      | ±0    |
|         | Northern Ireland Labour          | 21.122     | 0,1     | ±0,0    | 0      | ±0    |
|         | Scottish Prohibition Party       | 14.596     | 0,1     | +0,1    | 1      | ±0    |
|         | Unabhängige Liberals             | 3.241      | 0,0     | −0,1    | 0      | −1    |
|         | Unabhängige Labour               | 1.775      | 0,1     | −0,1    | 0      | ±0    |
|         | Unabhängige Unionisten           | 517        | 0,1     | ±0,0    | 0      | ±0    |
|         | Unabhängige Nationalist          | 0          | 0,0     | −0,1    | 1      | ±0    |
|         | Gesamt                           | 15.856.215 | 100,0   |         | 615    |       |
| Quelle: |                                  |            |         |         |        |       |

1. ↑  einschließlich des Speakers of the House

## Nach der Wahl
Die Konservativen und Stanley Baldwin, nun mit absoluter Mehrheit, konnten wieder eine Regierung bilden. Die Labour Partei ging in die Opposition und Ramsay MacDonald wurde wieder Oppositionsführer. Baldwins Kabinett regierte in der Folge die volle Legislaturperiode, wurde jedoch aufgrund der schlechten wirtschaftlichen Lage und der hohen Arbeitslosigkeit erneut nach fünf Jahren abgewählt.